# Pancreas divisum
Il pancreas divisum è un'anomalia congenita del pancreas in cui il dotto pancreatico non è correttamente formato, ma rimane diviso nelle sue due componenti embrionali: dotto ventrale e dotto dorsale.

## Cause
L'embrione umano presenta due dotti nel Pancreas: il dotto dorsale e il dotto ventrale. Normalmente i due dotti si fondono per dare vita a un singolo dotto; questo accade circa nel 90% degli embrioni. Nel circa 10% dei casi i due dotti non riescono a fondersi, il risultato è il pancreas divisum. Durante la permanenza nell'utero, gran parte del pancreas è drenata dal dotto dorsale che sfocia nella papilla duodenale minore. Il dotto ventrale, che drena una parte minore di pancreas, sfocia nella papilla duodenale maggiore. Tuttavia negli adulti la situazione è rovesciata, poiché il 70% del pancreas è drenato dal dotto ventrale. Nel pancreas divisum, dato che la fusione tra i dotti non avviene, il pancreas viene drenato per la maggior parte dal dotto dorsale, che si apre nella papilla duodenale minore.

## Sintomi
Nella maggior parte dei casi, il pancreas divisum, è asintomatico e rimane silente per tutta la durata della vita. In questi casi l'anomalia viene riscontrata solo durante l'esame autoptico. Solo l'1% delle persone con il pancreas divisum sviluppa sintomi, questi sintomi comprendono dolore addominale, nausea e/o vomito e pancreatite. Solo una minima parte dei pazienti sviluppa pancreatite cronica.

## Diagnosi

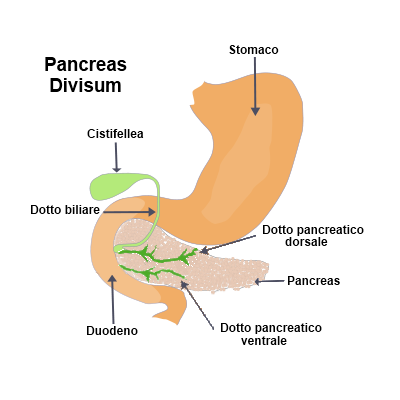
Rappresentazione del Pancreas divisum

Il metodo più accurato e comunemente usato per diagnosticare questa anomalia è la CPRE. Questo test può dimostrare la presenza di due diversi dotti pancreatici nel pancreas. Altri test come TAC e RMN possono aiutare il medico a formulare una diagnosi.

## Trattamento
Ovviamente i pazienti che presentano il pancreas divisum asintomatico non necessitano di alcun trattamento. Per coloro che presentano sintomi vari non è stata formulata una vera e propria terapia. Un gastroenterologo può praticare una sfinterotomia, tagliando la papilla duodenale minore e ampliando la sua apertura per permettere il corretto defluire degli enzimi pancreatici. Durante l'operazione può essere inserito uno stent nel dotto per assicurarsi che questo non si chiuda causando un bloccaggio. L'intervento potrebbe causare la pancreatite o, in rari casi, l'insufficienza renale e la morte.
È stata riscontrata una connessione con l'adenoma della papilla minore, molto importante.